# Монтер, Херман
Херман Монтер (нем. Hermann Monter; 13 декабря 1926 — 23 сентября 1999) — немецкий футболист, нападающий. Выступал за сборную Саара.

## Биография
Всю профессиональную карьеру провёл в клубе юго-западной зоны немецкой Оберлиги «Саар 05», за который выступал с 1952 по 1958 год и сыграл 106 матчей, в которых забил 12 голов.
Также Монтер провёл две игры за сборную Саара. Дебютировал 26 сентября 1954 года в товарищеском матче со сборной Югославии, в котором провёл на поле все 90 минут. 1 мая 1955 сыграл второй товарищеский матч со второй сборной Португалии, отыграв второй тайм.